# جائزة ألمانيا الكبرى للدراجات النارية 2019
جائزة ألمانيا الكبرى للدراجات النارية 2019 هو سباق دراجات نارية أقيم بتاريخ 7 يوليو 2019 في ساتشسينرينج، هوينشتاين-إرنستال، ألمانيا. كان الجولة التاسعة من أصل 19 في سباق الجائزة الكبرى للدراجات النارية موسم 2019. فاز مارك ماركيث بفئة الموتو جي بي بينما جاء مافريك فيناليس في المركز الثاني وحصل على المركز الثالث كال كروتشلوو. فاز بفئة الموتو 2 الإسباني أليكس ماركيث.